# Esther Schipper
Esther Schipper (* 1963 in Taipeh, Taiwan) ist eine deutsche Galeristin für zeitgenössische Kunst. Sie lebt und arbeitet in Berlin.

## Leben
Schipper wurde als Tochter des niederländischen Sinologen Kristofer Schipper und der Kunsthistorikerin Wendela Schipper-Gorter geboren und wuchs in Paris auf. Nach dem Abitur zog sie nach Köln, wo sie in einem Ostasiatika-Kunsthaus arbeitete und in der Galerie von Monika Sprüth erste Erfahrungen sammelte. Anschließend nahm sie ein Postgraduales Studium an der Ecole du magasin in Grenoble auf. In dieser Kuratorenschule freundete sie sich mit den Künstlern Dominique Gonzalez-Foerster und Philippe Parreno an, die sie später in ihrer eigenen Galerie vertrat. Es folgte ein Praktikum in der Whitechapel Gallery in London, die damals von Nicholas Serota geleitet wurde.

## Galerie
Sie gründete ihre Galerie 1989 in Köln. Nachdem die Galerie 1995 einen Projectspace in Berlin eröffnete, zog sie 1997 gänzlich nach Berlin. Nach Stationen in der Auguststraße 91, Linienstraße 85 und am Schöneberger Ufer 65 zog die Galerie im Frühjahr 2017 in ein neues Gebäude an die Potsdamer Straße 81e, welches seit 2018 auch einen Buchladen beherbergt. Esther Schipper repräsentiert zur Zeit 42 Künstler, u. a. Liam Gillick, Dominique Gonzales-Foerster, Thomas Demand, Pierre Huyghe, Philippe Parreno.
Sie ist Mitbegründerin des Berliner Gallery Weekend.